# Brinnande i ett timmerhus

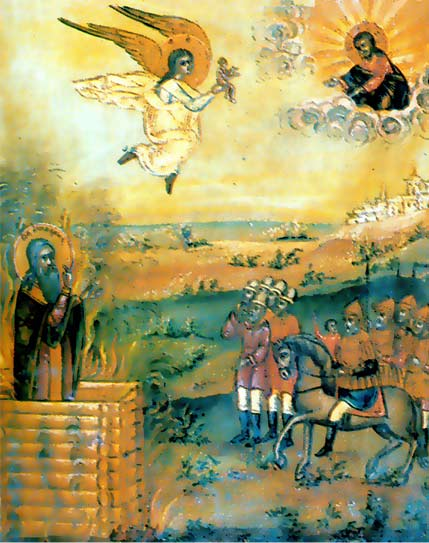
Avvakums död.

Brinnande i ett timmerhus var en avrättningsmetod som uppstod i det ryska riket på 1500-talet. Det var särskilt ofta tillämpat på gammaltroende under 1600-talet.
Bränning som avrättningsmetod började användas ganska ofta i det ryska tsardömet på 1500-talet under Ivan den förskräckliges tid. Till skillnad från Västeuropa avrättades i Ryssland de som dömts till bränning inte till bränning på bål, utan i timmerhus, vilket gjorde det möjligt att undvika att förvandla sådana avrättningar till masspektakel. "Huset" bestod i praktiken av fyra väggar utan golv, tak och ofta utan dörr, varpå personen som skulle avrättas sänktes ned genom "taket". 
Denna avrättningsmetod användes ofta mot de gammaltroende under 1600-talet. Det hävdas att dessa också kunde begå självmord på detta sätt, men det anses inte bekräftat. Metoden upphörde att användas under 1700-talet.